# Снитков
Сни́тков (укр. Снітків) — село на Украине, находится в Мурованокуриловецком районе Винницкой области.
Код КОАТУУ — 0522887101. Население по переписи 2001 года составляет 723 человека. Почтовый индекс — 23417. Телефонный код — 4356.
Занимает площадь 2,101 км².

## Религия
В селе действует храм Рождества Пресвятой Богородицы Мурованокуриловецкого благочиния Могилёв-Подольской епархии Украинской православной церкви.

## Адрес местного совета
23417, Винницкая область, Мурованокуриловецкий р-н, с. Снитков, ул. Шевченко, 56